# Esthlogena maculifrons
Esthlogena maculifrons är en skalbaggsart som beskrevs av Thomson 1868. Esthlogena maculifrons ingår i släktet Esthlogena och familjen långhorningar. Inga underarter finns listade i Catalogue of Life.